# 凯尔特语族
凱爾特語族是印歐語系下的一族語言。古時曾在西歐廣泛使用，但今日使用此族語言的人口只存在於不列顛群島上的一些地區和法國的布列塔尼半島上。傳統上使用凱爾特語的布列塔尼、康沃爾、愛爾蘭、曼島、蘇格蘭、威爾士等地合稱為凱爾特地區。

## 分類
主要存在著四個族群，至於如何分組學界一直辯論不休，前兩個族群的語言已經滅絕：
- 高盧語：及分支南阿爾卑高盧語、加拉提亞語等，古時候遍佈從法國到土耳其，從荷蘭到義大利北部的廣大地區。
- 凱爾特伊比利亞語：曾在阿拉貢和西班牙的其他地區使用。
- 蓋爾亞支：包括愛爾蘭語、蘇格蘭蓋爾語、曼島語等。
- 布立吞亞支：包括威爾斯語、布列塔尼語、康瓦爾語等。

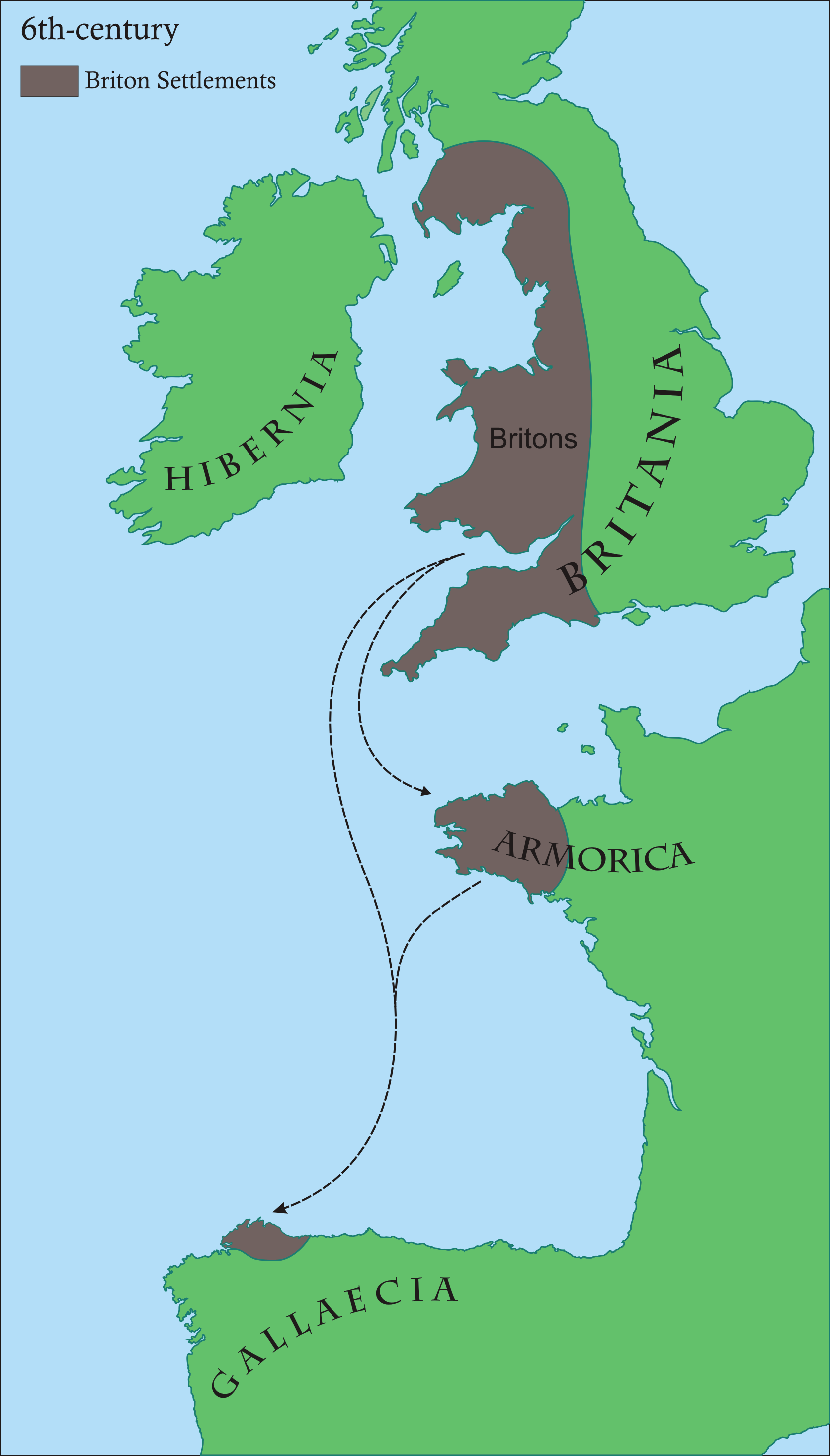
現代布列塔尼語乃布立吞人自不列顛南遷至當地後所發展之語言，故屬布立吞語，而非屬高盧語。

一般這四族劃歸進兩個陣營之下，但是有影響的分法有兩种。第一种將高盧語和布立吞語放在一起，稱作“P凱爾特語”，凱爾特伊比利亞語和蓋爾語放在一起，稱作“Q凱爾特語”。 P、Q語言之間的不同從“兒子”這個詞就能看出來：P語言中為“map”，Q語言中為“mac”（發硬音K）。
另一種分法將蓋爾語和布立吞語放在一起組成“海島凱爾特語”，剩下的歸為“大陸凱爾特語”。（這種分類認為Q和P音之間的變化是各個語言單獨發生的）。此种分法的支持者也指出海島凱爾特語内有普遍的變化，包括介詞曲折變化和VSO的語序等。不過並沒有人認為大陸凱爾特語支是從一個“原始大陸凱爾特語”衍生出來，這樣分只是為了方便將非海島凱爾特語的語言統統掃進其它一組而已。下面是「海島/大陸凱爾特語」和「P/Q凱爾特語」分類法的具體細節：
| - 原始凱爾特語 - 大陸凱爾特語支（依推測的起源排序，已於公元5世紀前滅亡） - 高盧語 - 南阿爾卑高盧語（勒龐蒂語）(xlp) - 山南高盧語 (xcg) - 山外高盧語 (xtg) - 加拉提亞語 (xga) - 諾里語 (nrc) - 凱爾特伊比利亞語 (xce) - 海島凱爾特語支 - 蓋爾亞支（北支） - 原始愛爾蘭語 - 古愛爾蘭語 (sga) - 中古愛爾蘭語 (mga) - 中古愛爾蘭語書寫體 (ghc) - 愛爾蘭語 (gle) - 蘇格蘭蓋爾語 (gla) - 曼島語（馬恩語） (glv) - 加羅韋蓋爾語（已消亡） - 布立吞亞支（南支） - 西布列塔尼語 - 古威爾斯語 (owl) - 中古威爾斯語 (wlm) - 威爾斯語 (cym) - 坎伯蘭語 (xcb) - 西南布列塔尼語 - 布列塔尼語 (bre) - 康瓦爾語 (cor) - 皮克特語 (xpi)（可能不屬於印歐語系或凱爾特語族） | 若依照「P凱爾特語／Q凱爾特語」的假說，則其分類如下： - 原始凱爾特語 - P凱爾特語 - 高盧語 - 南阿爾卑高盧語 - 加拉提亞語 - 布立吞亞支 - 西布列塔尼語 - 古威爾斯語 - 中古威爾斯語 - 威爾斯語 - 坎伯蘭語 - 西南布列塔尼語 - 布列塔尼語 - 康瓦爾語 - 皮克特語（可能不屬於印歐語系或凱爾特語族） - Q凱爾特語 - 凱爾特伊比利亞語 - 蓋爾亞支 - 原始愛爾蘭語 - 古愛爾蘭語 - 中古愛爾蘭語 - 愛爾蘭語 - 蘇格蘭蓋爾語 - 曼島語 - 加羅韋蓋爾語（已消亡） |

這些辯論純在學術界進行，日常生活中沒有權威非要把蓋爾語和布立吞語硬劃分開。當僅僅涉及現代凱爾特語時，有時候“Q凱爾特語”就指蓋爾語，“P凱爾特語”指布立吞語（不過這樣做一般意味著説話者實際上是支持P凱爾特語假説的）。
有時候討論印歐語系時，凱爾特語族和意大利語族會放在一起，組成“凱爾特-意大利”或“意大利-凱爾特”語族。

## 語言特點
此族下語言形態各異，但仍然有很多共同點。這些共性不一定是凱爾特語族獨有的：
- 子音交替

例：（威爾斯語的子音軟化交替）
y（冠詞） + desg  "桌子"（陰性名詞） > y ddesg
y（冠詞） + merch "女孩"（陰性名詞） > y ferch
例：（威爾斯語的子音鼻音交替）
yn "在" + Cymru  "威爾斯"   > yng Nghymru
yn "在" + de     "南方"     > yn ne
例：（威爾斯語的子音氣化交替）
ei "她的" + tad  "父親"   > ei thad
- 介詞屈折變化

例：（威爾斯語）
i "為" + fe  "他"   > iddo fe
i "為" + hi  "她"   > iddi hi
i "為" + ni  "我們" > inni
i "為" + nhw "他們" > iddyn nhw
- VSO（動主賓）語序（僅限於海島凱爾特語言）

例：（威爾斯語）
     Roddes  i'r  arian  i ti  gynnau.
直譯：給予   我    錢      你    剛才
中譯：我剛剛才給你錢
- 同位語產生的屬格構建

例：（威爾斯語）
beic  "自行車" + y ferch "女孩" > beic y ferch "女孩的自行車"
canol "中心"   + y dre   "城鎮" > canol y dre  "城鎮的中心"
- 兩种語法性別 (陰性、陽性)
- 有定冠詞，但沒有不定冠詞
- 以20為單位計數

## 與其他印歐語言的比較
就語形方面，凱爾特語的名詞與形容詞與其上層語並無什麼顯著的改變，但相較於其他實存的印歐語言，海島凱爾特語的動詞就擁有一種獨特且未解的特徵：其動詞的詞形變化會隨著該動詞是否位於一個句子的絕對首位（海島凱爾特語為動主賓即 VSO 語言）或該動詞之前是否有一個動詞前置質詞而有所不同。這樣的特色在古愛爾蘭語中表現得最為突出，但在後來的蘇格蘭蓋爾語和中古威爾斯語裡也有一些相同的例子。
位於句首的形式稱為「獨立型」（absolute），置於質詞後的稱為「連接型」（conjunct）。下面詞形變化表以古愛爾蘭語動詞 beirid「攜帶」的現在主動直述語氣為例；連接型的部分由前置的質詞 ní「不」表現。
|              | 獨立型             | 連接型                 |
| ------------ | ------------------ | ---------------------- |
| 第一人稱單數 | biru "我攜帶"      | ní biur "我不攜帶"     |
| 第二人稱單數 | biri "你攜帶"      | ní bir "你不攜帶"      |
| 第三人稱單數 | beirid "他/她攜帶" | ní beir "他/她不攜帶"  |
| 第一人稱複數 | bermai "我們攜帶"  | ní beram "我們不攜帶"  |
| 第二人稱複數 | beirthe "你們攜帶" | ní beirid "你們不攜帶" |
| 第三人稱複數 | berait "他們攜帶"  | ní berat "他們不攜帶"  |

這樣的區別在蘇格蘭蓋爾語的未來式中仍然存在：
| 獨立型                | 連接型                   |
| --------------------- | ------------------------ |
| cuiridh "將要放"      | cha chuir "將不要放"     |
| òlaidh "將要喝"       | chan òl "將不要喝"       |
| ceannaichidh "將要買" | cha cheannaich "將不要買 |

在中古威爾斯語裡，這樣的區別在一些以「X 發生，Y 不發生」形式的諺語中最常看到（Evans 1964: 119）：
- Pereid y rycheu, ny phara a'e goreu 「犁溝留下了，但留下犁溝的人卻已消逝」
- Trenghit golut, ny threingk molut 「財富會損毀，但聲譽不會損毀」
- Tyuit maban, ny thyf y gadachan 「嬰兒會長大，但他的襁褓不會長大」
- Chwaryit mab noeth, ny chware mab newynawc 「一個赤裸的男孩會玩耍，但一個飢餓的男孩卻不會玩耍」

關於這種現象，以前由 Thurneysen（1946, 360 ff.）這些學者所提出的解釋是認為獨立型語尾乃派生自原始印歐語的「主要語尾」（primary endings，用在現在式及未來式），而連接型則派生自「輔助語尾」（secondary endings，用在過去式）。因此照這樣的邏輯，古愛爾蘭語的獨立型 beirid「他/她攜帶」乃追溯至 *bʰereti（相較於梵語的 bharati「他/她攜帶」），而連接型的 beir 則需追溯至 *bʰeret （相較於梵語的 a-bharat「他/她攜帶了」）。
但今日多數的凱爾特語言學者都比較同意 Cowgill（1975）的說法。後者根據 Pedersen（1913, 340 ff.）曾提出的想法，發現這種因獨立型或連接型而有不同動詞變化的獨特現象的正解：一個發生在句中次要位置的附屬質詞。根據構擬的結果，這個附屬質詞在子音後是 *es，在母音後則為 *s。如果在句子中的第一個字是另一個質詞，則附屬質詞 *(e)s 就會緊接在該質詞之後，變成在動詞之前；但如果這個動詞是一個句子的第一個字，那麼附屬質詞 *(e)s 就會緊接在在該動詞之後。因此根據這個理論，古愛爾蘭語的獨立型 beirid 乃從原始凱爾特語的 *bereti-s 派生而來，而連接型的 ní beir 則是由 *nī-s bereti 派生來的。
這個附屬質詞 *(e)s 的真正意義到現在還未確定。Cowgill 猜測它可能是 *esti "is"「是」的退化形，但 Schrijver（1994）則認為該附屬質詞乃由在高盧語中發現的另個質詞 *eti "and then"「然後」派生來的。
大陸凱爾特語沒有顯現任何類似這種「獨立型/連接型」的現象。但大陸凱爾特語言就跟其他印歐語言一樣，只有主賓動和主動賓的字序，也因此這種「獨立型/連接型」的特色大概只能在海島凱爾特語這樣擁有動主賓字序的語言中找到。

## 混合語言
- 紅河話：一種蘇格蘭蓋爾語與克里語混合的混合語。
- 雪爾塔語：羅姆語（吉普賽語）、愛爾蘭語，以及英語混合的混合語言。
- 威爾斯還有一些形式的羅姆語和威爾斯語、英語混合的混合語。

## 原創記錄文字
在紀元後愛爾蘭人使用獨創的方式記錄古愛爾蘭語，稱為歐甘字母，後因為改良了拉丁字母或索性使用英語而被廢棄。

## 參閲
- 語言系屬分類
- 凱爾特人（古）
- 現代凱爾特人